# 高平祐輝
高平 祐輝（たかひら ゆうき、1991年9月9日 - ）は、日本の元ラグビー選手。

## プロフィール
- 東京都出身[1]。
- ポジションはフルバック(FB)。
- 身長 179cm、体重 83kg
- ニックネームはタカペー。
- U20日本代表に選ばれたことがある[2]。

## 略歴
小学6年生からラグビーを始めた。
2010年、國學院久我山高校卒業後、明治大学に入る。なお國學院久我山高校時代、高校日本代表候補に選ばれたことがある
2014年、明治大学卒業後、NECグリーンロケッツに加入。
2015年11月28日に行われたジャパンラグビートップリーグ第3節のヤマハ発動機ジュビロ戦に途中出場で公式戦初出場を果たす。 
2021年、現役を引退した。